# Euthalia lubentina
Euthalia lubentina är en fjärilsart som beskrevs av Pieter Cramer 1779. Euthalia lubentina ingår i släktet Euthalia och familjen praktfjärilar. Inga underarter finns listade i Catalogue of Life.

## Bildgalleri

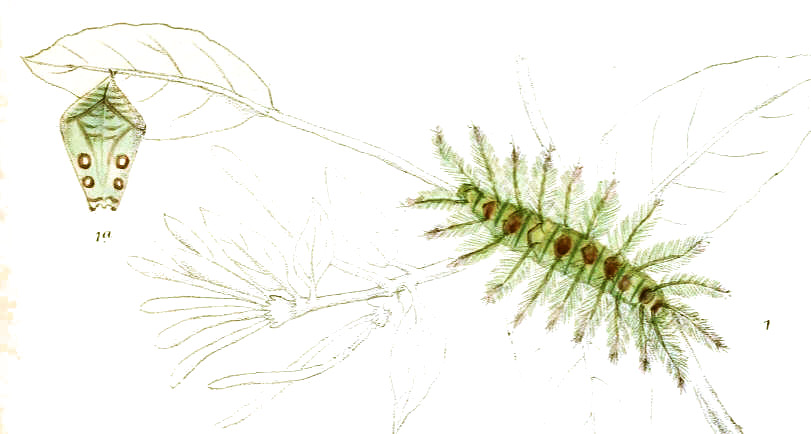
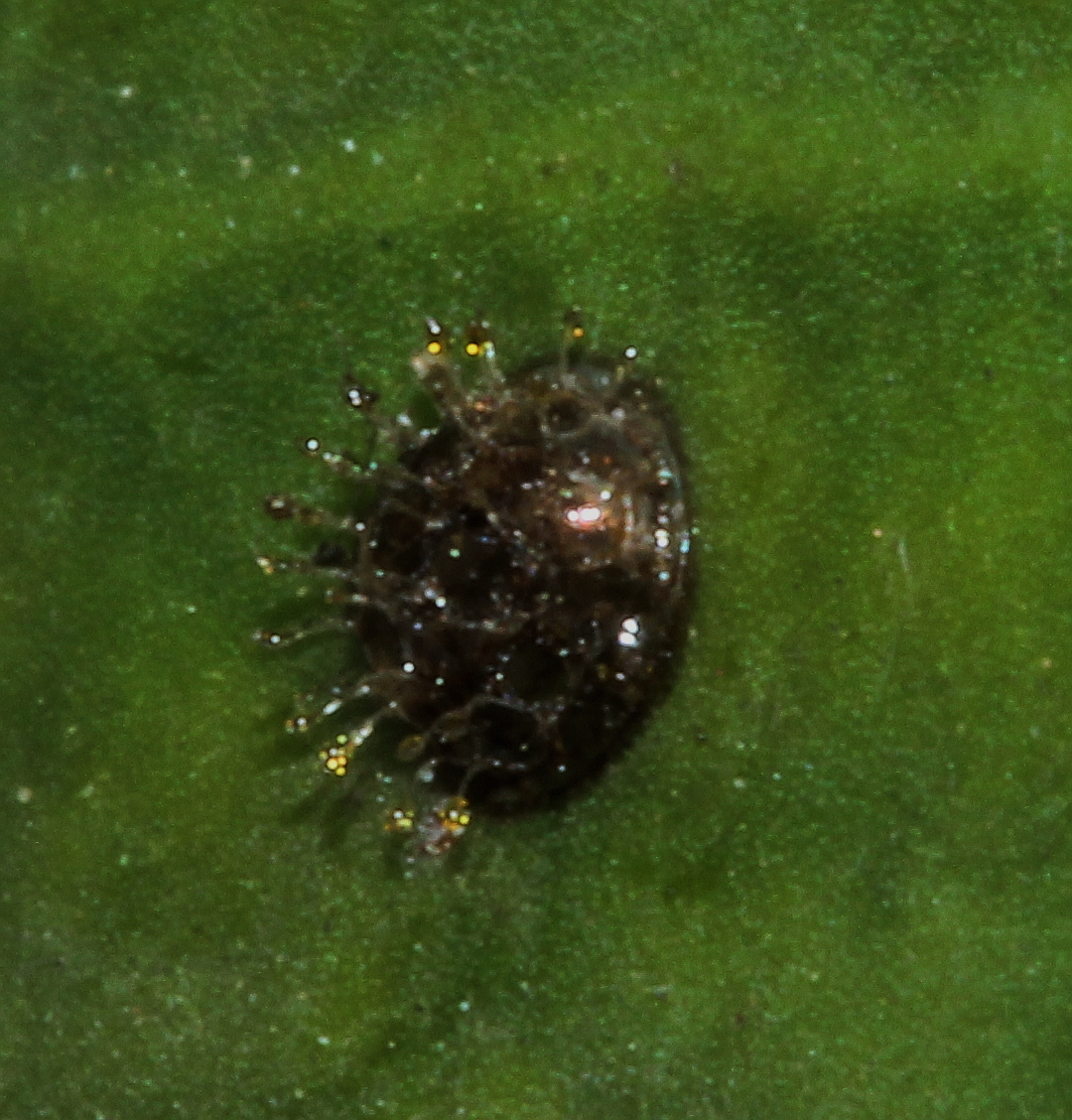
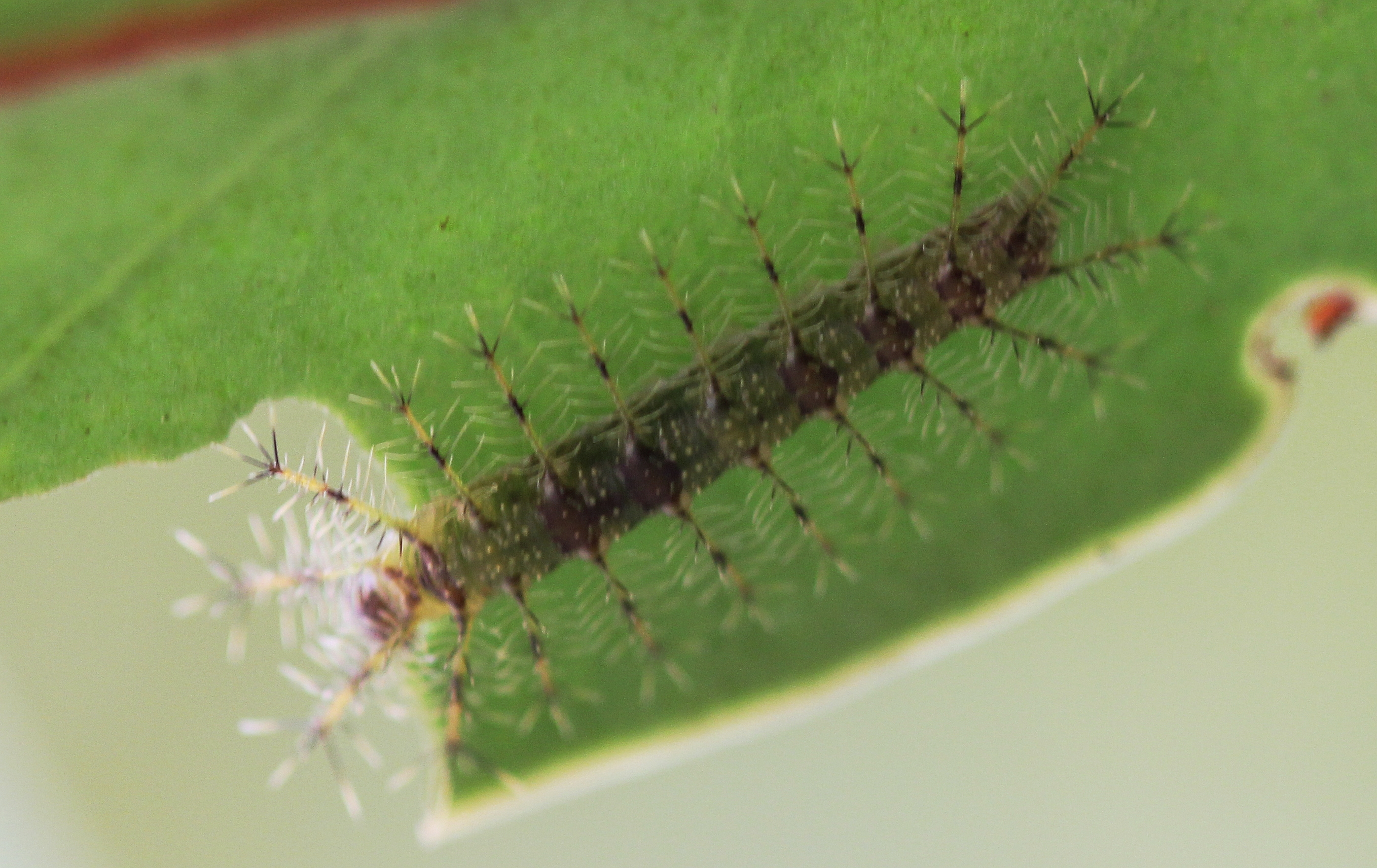
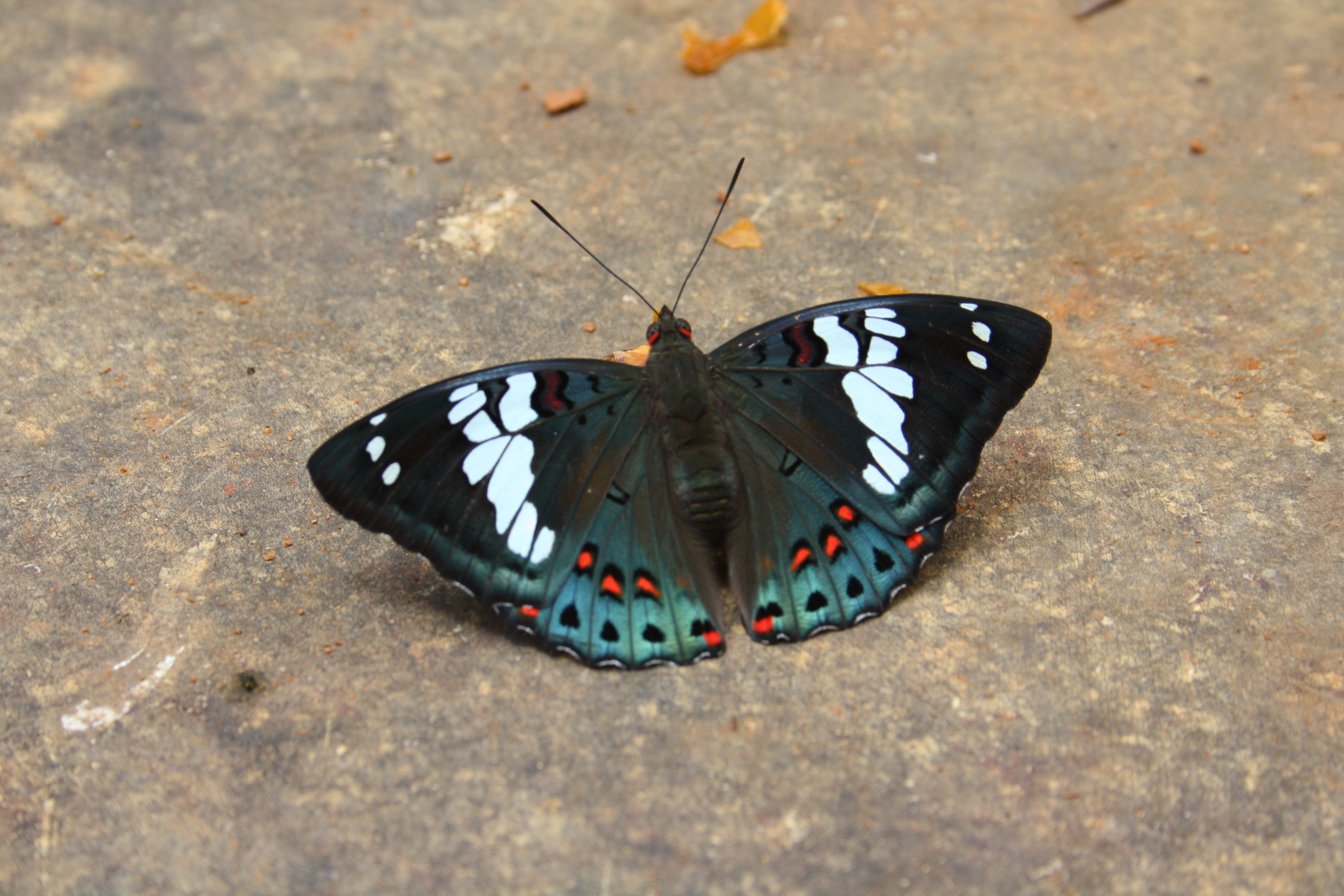